# Kota Belud (district)
Kota Belud is een district in de Maleisische deelstaat Sabah.
Het district telt 93.000 inwoners op een oppervlakte van 1400 km².